# Aéroport de Caniapiscau
Pour les articles homonymes, voir Caniapiscau (homonymie).
L' aéroport de Caniapiscau était situé près du village nordique de Caniapiscau, sur la rive ouest du réservoir Caniapiscau, au Québec, au Canada.
Il ne figure pas sur la liste de la localisation ponctuelle des aéroports, héliports, hydroaérodromes et aérodromes du Québec.